# Le Conspirateur de Mars
Le Conspirateur de Mars (titre original : The Master Mind of Mars) est un roman de science-fiction américain d'Edgar Rice Burroughs faisant partie du Cycle de Mars et se déroulant sur Barsoom. Il s'agit du sixième roman de la série, il suit Les Pions humains du jeu d'échecs de Mars. 

## Historique
Le roman est initialement publié en épisodes dans Amazing Stories en juillet 1927, puis en un volume en 1927.
En France, il est également connu dans une autre traduction en français sous le titre Le Chirurgien de Mars. 

## Publications

### Version originale
- Titre : The Master Mind of Mars
- Parution en magazine : The Master Mind of Mars, Amazing Stories, en juillet 1927
- Parution en livre : A.C.McClurg & Co., 1927

### Éditions françaises
- Le Chirurgien de Mars, Antarès (1984)
- Le Conspirateur de Mars, in Le cycle de Mars 2, traduction de Martine Blond, Lefrancq (1995)  (ISBN 978-2-87153-466-2) (volume réédité par la librairie Ananke en 2002  (ISBN 978-2-87418-077-4))